# Marteline Nystad
Marteline Nystad ist eine norwegische Fotografin. 
Sie lebt in Oslo, wo sie die Bilder Nordic School of Photography besucht. 2012 begann sie mit Aktfotografien, in denen sie im Selbstporträt ihren übergewichtigen Körper darstellt. Ab 2014 veröffentlichte sie diese Fotos.
Für die Bilderserie Die Körperrevolution, die in der deutschen Frauenzeitschrift Brigitte erschien, wurde sie 2020 mit dem Nannen Preis in der Kategorie Beste Inszenierte Fotografie ausgezeichnet.